# Râul Luizoaia
Râul Luizoaia este un curs de apă, afluent al râului Sitna. 